# Tōru Kamikawa
Tōru Kamikawa (jap. 上川徹 Kamikawa Tōru; ur. 8 czerwca 1963) – japoński sędzia piłkarski.
Od 1998 sędzia międzynarodowy. Zadebiutował 30 listopada 1998 w meczu towarzyskim pomiędzy reprezentacjami Hongkongu i Omanu.

## Turnieje
- Mistrzostwa Świata U-17 (1999 i 2005)
- Puchar Azji (2000 i 2004)
- Mistrzostwa Świata U-21 (2001)
- Mistrzostwa Świata (2002 i 2006)
- Klubowy Puchar Świata (2005)